# Engman
Engman är ett efternamn som 2007 bars av 3 356 personer i Sverige, sannolikt tillhörande flera olika släkter utan inbördes samband. 
Bland bärarna finns en prästsläkt i Uppsala län. Den förste med säkerhet kände släktmedlemmen var Karl Engman, skomakarmästare i Uppsala på 1700-talet.

## Kända personer med namnet Engman
- Barbro Engman, politiker
- Gary Engman, journalist, programledare och redaktör
- Gerd Engman, politiker
- Gustaf Adolf Engman, konstnär
- Göran Engman, skådespelare
- Helena Engman, kulstötare
- Max Engman, historiker och professor
- Per Engman, hemmansägare och riksdagsman
- Peter Engman, skådespelare
- Pär Engman, musiker
- Rune Engman, grundare av Enea